# Клепали (зупинний пункт)
Клепа́ли — пасажирський залізничний зупинний пункт Конотопської дирекції Південно-Західної залізниці на лінії Ворожба — Конотоп.
Розташований у селі Клепали Буринського району Сумської області між станціями Кошари (9 км) та Путивль (8 км).
На платформі зупиняються приміські електропоїзди.